# Hilbudij
Hilbudij ali Hilbuldij, bizantinski general in poveljnik bizantinske vojske v Trakiji (magister militum per Thracias), * ?, † 533.
Bil je eden najboljših vojskovodij cesarja Justinijana I. (527-565). Zaradi množičnih vdorov Antov, Bolgarov in Slovenov na ozemlje Bizantinskega cesarstva, ga je Justinijan leta 530 postavil za poveljnika obrambe v Trakiji. V času njegovega službovanja so vzdolž mejne reke Donave postavili več kot 80 večjih utrdb, ki so zavračala napade "vzhodnih barbarov". Izgleda, da je bil ubit v bitki leta 533, čeprav se je še leta 545-546 za Hilbudija izdajal neznan prevarant. Edini vir podatkov za obe osebi je Prokopij iz Cezareje.

## Poreklo
Nekateri strokovnjaki trdijo, da je bil Hilbudij verjetno Slovan. V Romuniji rojeni ameriški zgodovinar Florin Curta meni, da je njihova trditev napačna, ker temelji na poreklu že omenjenega antskega prevaranta, ki si je prilastil njegovo identiteto.
Ime Hilbudij je verjetno germanskega izvora. Bogdan Struminski trdi, da gre za gotsko ime Hil(i)baudeis ali Hil(i)būdeis, ki se v stari visoki nemščini piše kot Hillibodo.

## Življenjepis
Hilbudij je bil dvorjan cesarja Justinijana I. (527-565). Prokopij ga opisuje kot energičnega in skromnega vojaka, ki ni hlepel po bogastvu.
V četrtem letu Justinijanovega vladanja (530 ali 531) je bil imenovan za poveljnika oboroženih sil v Trakiji (magister militum per Thracias). Njegova naloga je bila braniti Donavski limes pred vdori barbarov. Na meji je služboval tri leta. Svojo vojsko je premestil severno od Donave, s čimer je preprečil vdore na bizantinsko ozemlje in preselil bojišče na sovražno ozemlje. Umrl je leta 533 ali 534 v bitki z Južnimi Slovani.
Leta 545 ali 546 se je začel za Hilbudija izdajati nek Ant v slovenskem ujetništvu. V času, ko je  med Anti in Sloveni vladalo premirje, je prišel goljuf v last nekega Anta. Bizantinski ujetnik, ki je bil v lasti istega Anta, je svojega gospodarja prepričal, da je suženj resnični Hilbudij. Poskušal ga je tudi prepričati, naj sužnja vrne Justinijanu, kar bi zahtevalo potovanje preko bizantinskega ozemlja. Ko je lažni Hilbudij nazadnje razkril svojo pravo identiteto, je zase zahteval položaj svobodnjaka. Njegovi sonarodnjaki so ugotovili, da je zanje bolj uporaben kot Hilbudij, zato so od njega zahtevali, da se še naprej izdaja za Hilbudija.
Približno takrat se je Justinijan začel pogajati z Anti. Ponudil jim je staro mesto Turris severno od reke Ister (Donava) in njegovo okolico. Mesto naj bi dal zgraditi cesar Trajan (98-117), vendar je bilo v tistem času že opustošeno. Anti so dobili pravico do naselitve na tem področju in plačilo za obrambo bizantinske meje pred Huni, se pravi, da so dobili status federatov. Anti so sprejeli poudbo pod pogojem, da se za poveljnika imenuje lažni Hilbudij, se pravi, da so hoteli svojega moža povzdigniti na položaj magistra militum. Justinijanov general Narzes je odkril zaroto ter lažnega Hilbudija ujel in ga poslal v Konstantinopel. Njegova nadaljnja usoda ni poznana. Karkoli je že bil, o njem poročajo, da je tekoče govoril latinsko.

## Razlaga Prokopija
Prokopijeva pripoved o Hilbudiju je primerljiva z zarotami, ki so značilne za antične grške komedije in/ali Plavta.  Florin Curta trdi, da se Prokopijeve pripovedi ne sme jemati dobesedno. Zgodba verjetno ima zgodovinsko ozadje, vendar jo je Prokopij predelal in prilagodil komičnim pripovednim vzorcem svojega časa.
Curta napeljuje tudi na misel, da so Anti Hilbudija morda razumeli kot naslov in ne kot ime in so zato imenovali svojega hilbudija. Narzesova dejanja očitno niso  razdrla bizantinskega zavezništva z Anti, saj so se številni Anti pridružili Bizantincem v gotski vojni (535-554), v kateri so se bojevali proti Ostrogotom v Lukaniji v južni Italiji.

## Hilbudij v slovenski književnosti
Hilbudij je večkrat omenjen v romanu F.S. Finžgarja Pod svobodnim soncem.
Vpade barbarov na bizantinsko ozemlje od leta 527 do 545, Hilbudija in bizantinsko obrambo kronološko opisuje zgodovinar Franc Kos v svojem Gradivu za zgodovino Slovencev v srednjem veku I. Glavni vir njegovih podatkov je Prokopij.